# 三石久江
三石 久江（みついし ひさえ、1927年9月21日 - 2023年9月26日）は、日本の政治家。元日本社会党参議院議員（1期）。

## 来歴・人物
樺太生まれ。1943年大泊高等女学校卒。敗戦により樺太から引き揚げる。1948年三重農林専門学校助手兼校長秘書となる。1951年退職。その後は女性解放運動に携わる。日本社会党に入り、社会党三重県副委員長を務める。
1989年の第15回参議院議員通常選挙に比例区で社会党から立候補して当選する（名簿順位20位）。三重県在住では初の女性参議院議員だった（2013年の第23回参議院議員通常選挙で自由民主党から立候補して初当選した吉川有美は三重県選挙区で選出された初の女性参議院議員である）。その後、1994年に小選挙区制などに反対し離党。田英夫らの会派「護憲リベラルの会」に参加した。同年9月新党護憲リベラル結党に参加。翌95年護憲リベラルが右派の平和・市民と左派の憲法みどり農の連帯に分裂したときは、どちらにも参加しなかった。同年の第17回参議院議員通常選挙に立候補せず引退した。1997年、勲三等宝冠章受章。
2023年9月26日、静岡県牧之原市の介護施設で老衰のため死去。96歳没。死没日付をもって、正五位に叙された。